# Иловайский, Николай Васильевич
Никола́й Васи́льевич Илова́йский 5-й (1773—1838) — генерал-лейтенант русской императорской армии, наказной атаман Донского казачьего войска

## Биография
Родился в 1773 году на Дону в станице Старочеркасской и шестилетним мальчиком был зачислен в службу казаком, восьми лет принимал участие в походе в Крым и усмирении татар, а 28 июня 1783 года был произведён в есаулы. В 1784 году перешёл с полком на Кавказскую линию, а в 1787 году принял участие во 2-й турецкой войне и был при взятии Хаджибея, Бендер и Измаила и в сражении при Мачине; в 1792—1794 годах участвовал в войне с Польшей, в 1796—1796 годах — в походе корпуса графа В. А. Зубова в Персию. Произведённый 23 января 1798 года в полковники и 20 июня 1799 года — в генерал-майоры, Иловайский был сначала походным атаманом Донских казачьих полков на Кавказской линии и был в походах против горцев, а с 5 октября 1799 по 7 июля 1801 года находился в отставке.

С 1802 по 1805 год Иловайский был походным атаманом 3-х казачьих полков на западной границе. В 1806—1807 годах принял участие в войне с Францией, во время которой участвовал в сражении при с. Лангенау, Гуттштадте, Гейльсберге и Фридланде, за отличия в походах был награждён 5 августа 1807 года орденом св. Георгия 3-й степени за № 164 
В воздаяние отличнаго мужества и храбрости, оказанных в сражениях против французских войск с 6-го по 15-е марта, где, командуя частию донских полков, во всех случаях наносил вред неприятелю, особенно 2-го марта при с. Грос-Шеманике, когда с четырьмя полками истребил 25-й драгунский полк, положа на месте полкового начальника и многих офицеров; 13-го при с. Мальче опрокидывал два раза кавалерию в большем числе и, приведя в совершенный безпорядок, принудил к бегству, причём полк конфедератов, именуемый Дембровскаго, был истреблён без остатка.
 В 1807 году награждён прусским орденом Красного орла. По завершении французской кампании был командирован в Молдавскую армию, с которой сражался против турок при Браилове, Рассевате и Шумле, где взял у турок 18 знамён.
В Отечественную войну 1812 года, находясь в авангарде 2-й Западной армии при отступлении её по большой Смоленской дороге, был в ежедневных боях; участвовал в сражении при Бородине, а затем в преследовании неприятеля. 15 февраля 1813 года произведён в генерал-лейтенанты.
В 1813 году, после сражения при Бауцене, Иловайский по болезни был отпущен на Дон. В 1815—1816 годах он состоял войсковым наказным атаманом Донского казачьего войска и в 1818 году был уволен от службы. Имел ордена св. Владимира 2-й степени (29 октября 1813), св. Анны 1-й степени с алмазами и золотую с алмазами саблю с надписью «За храбрость». Умер 14 июля 1838 года.
Был женат на Екатерине Павловне, дочери штаб-офицера полковника Павла Фомича Кирсанова (1740—1782) и Марфы Дмитриевны, урождённой Мартыновой (ок. 1760—1812/1813), падчерице атамана М. И. Платова и сестре Х. П. Кирсанова. Супруги имели сына Павла.